# قرار لي

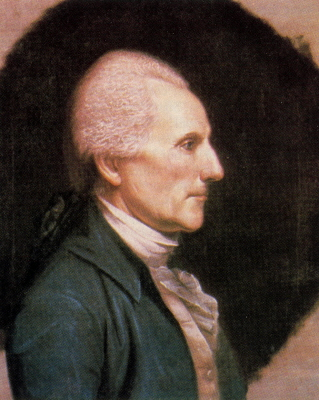
ريتشارد هنري لي

قرار لي (المعروف أيضًا باسم «قرار الاستقلال») كان التأكيد الرسمي الذي أقره الكونغرس القاري الثاني في 2 يوليو عام 1776 والذي قرر أن المستعمرات الثلاثة عشر في أمريكا هي «ولايات حرة ومستقلة»، منفصلةً بذلك عن الإمبراطورية البريطانية ومكونةً ما أصبح لاحقًا الولايات المتحدة الأمريكية. نُشرت أخبار هذا القانون في صحيفة بنسلفانيا إيفنينغ بوست في مساء ذلك اليوم وفي اليوم التالي في صحيفة بنسلفانيا غازيت. إعلان الاستقلال الأمريكي هو الوثيقة الرسمية التي أعلنت القرار ووضحته رسميًا، وتمت الموافقة عليه بعد يومين في 4 يوليو عام 1776.
سُمي القرار على اسم ريتشارد هنري لي من فرجينيا الذي اقترحه على الكونغرس بعد تلقيه التعليمات من اتفاقية فرجينيا ورئيسها إدموند بندلتون. كان لقرار لي الكامل ثلاثة أجزاء بحثها الكونغرس في 7 يونيو عام 1776. إلى جانب قضية الاستقلال، اقترح أيضًا وضع خطة للعلاقات الخارجية الأمريكية التالية لذلك، والنظر في إعداد خطة كونفدرالية للولايات. قرر الكونغرس معالجة كل من هذه الأجزاء الثلاثة بشكل منفصل.
تشير بعض المصادر إلى أن لي استخدم العبارات الموجودة في تعليمات اتفاقية فرجينيا بصورة حرفية تقريبًا. تأخر التصويت لعدة أسابيع على الجزء الأول من القرار بينما اُقر دعم الدولة والتعليمات التشريعية بخصوص الاستقلال، لكن ضغط الأحداث أجبرهم على تنفيذ الأجزاء الأخرى التي لم تحظَ بقدر وافٍ من النقاش على الفور. في 10 يونيو، قرر الكونغرس تشكيل لجنة لصياغة إعلان الاستقلال في حال تم إقراره. في 11 يونيو، عُيّن جون آدامز، وتوماس جفرسون، وبنجامين فرانكلين، وروجر شيرمان، وروبرت آر. ليفينغستون في لجنة الخمسة من أجل القيام بذلك. قرر الكونغرس في اليوم نفسه إنشاء لجنتين أخريين لتطوير الجزءين الأخيرين من القرار. في اليوم التالي، شُكلت لجنة أخرى من خمسة أشخاص (جون ديكنسون، وبنجامين فرانكلين، وجون آدامز، وبنجامين هاريسون الخامس، وروبرت موريس) لإعداد خطة من المعاهدات كي تُقترح على الدول الأجنبية؛ شُكلت لجنة ثالثة، تتكون من عضو واحد من كل مستعمرة، من أجل إعداد مسودة دستور لاتحاد كونفدرالي للولايات.
قدمت اللجنة المعينة لإعداد خطة المعاهدات تقريرَها الأول في 18 يوليو، الذي كتب جون آدمز القسم الأكبر منه. تمت الموافقة على طباعة الوثيقة بشكل محدود، وراجعها الكونغرس وعدلها خلال الأسابيع الخمسة التي تلت ذلك. في 27 أغسطس، أُحيلت خطة المعاهدات المعدلة إلى اللجنة لتطوير تعليمات تتعلق بالتعديلات، وأُضيف ريتشارد هنري لي وجيمس ويلسون إلى اللجنة. بعد ذلك بيومين، وُكلت اللجنة بإعداد المزيد من التعليمات وتقديم تقرير إلى الكونغرس. اعتُمدت الصيغة الرسمية لخطة المعاهدات في 17 سبتمبر. في 24 سبتمبر، وافق الكونغرس لأعضاء اللجنة على تعليمات التفاوض من أجل التوصل إلى معاهدة مع فرنسا، بناءً على النموذج المُقدم في خطة المعاهدات؛ في اليوم التالي، انتُخب بنجامين فرانكلين، وسايلاس دين، وتوماس جيفرسون مندوبين لدى المحكمة الفرنسية. اعتُبر التحالف مع فرنسا أمرًا بالغ الأهمية، فكان لا بد من كسب الحرب مع بريطانيا، وكان على الدولة المعلنة حديثًا البقاء على قيد الحياة.
ترأس جون ديكنسون لجنة إعداد خطة الكونفدرالية؛ قدموا نتائجهم الأولية للكونغرس في 12 يوليو 1776. تبعت المناقشات الطويلة قضايا مثل السيادة، والصلاحيات المحددة التي ستُمنح للحكومة الكونفدرالية، وفيما إذا كانت ستُمنح سلطة قضائية، وإجراءات للانتخاب. أُعدت المسودة النهائية لوثائق الكونفدرالية خلال صيف عام 1777 ووافق الكونغرس على إقرارها من قبل الولايات الفردية في 15 نوفمبر عام 1777، بعد عامٍ من النقاش. بقيت قيد الاستخدام منذ ذلك الوقت فصاعدًا، رغم عدم التوقيع عليها من قبل جميع الولايات إلا بعد أربع سنوات في 1 مارس عام 1781.

## نحو الاستقلال
عندما بدأت حرب الاستقلال الأمريكية في عام 1775، لم يكن كان هناك سوى عدد قليل من المستعمرات في أمريكا الشمالية البريطانية التي أيدت بشكل صريح الاستقلال عن بريطانيا العظمى. ازداد تأييد الاستقلال بشكل مطرد في عام 1776، وخاصةً بعد نشر منشور توماس بين الفطرة السليمة في يناير من ذلك العام. في المؤتمر القاري الثاني، وُجهت حركة الاستقلال بصورة رئيسية من قبل ائتلاف غير رسمي من المندوبين، عُرف في النهاية باسم «آدمز-لي جونتو»، نسبة إلى صامويل آدمز وجون آدامز من ماساشوستس وريتشارد هنري لي من فرجينيا.

في 15 مايو عام 1776، أصدرت اتفاقية استقلال فرجينيا، ثم اجتماع عُقد في ويليامزبورغ، قرارًا يأمر مندوبي فرجينيا في الكونغرس القاري «أن يقترحوا على تلك الهيئة المحترمة إعلان المستعمرات المتحدة ولاياتٍ حرة ومستقلة، وإعفائها من كل الولاء أو التبعية للتاج أو لبرلمان بريطانيا العظمى». وفقًا لهذه التعليمات، اقترح ريتشارد هنري لي في 7 يونيو القرار على الكونغرس ودعمه جون آدامز.
تقرر: أن هذه المستعمرات المتحدة هي ولايات حرة ومستقلة، ولها الحق في أن تكون كذلك، وأن تُعفى من أي ولاء للتاج البريطاني، ويجب أن تُحل جميع الروابط السياسية بينها وبين دولة بريطانيا العظمى، بصفة كاملة.
وأنه من المناسب اتخاذ أكثر الإجراءات فعاليةً لتشكيل تحالفات أجنبية على الفور.

وأن تُعد خطة الكونفدرالية وتُرسل إلى المستعمرات المعنية للنظر فيها والموافقة عليها.
في ذلك الوقت، لم يكن الكونغرس ككل مُستعدًا لإعلان الاستقلال، لأن مندوبي بعض المستعمرات، بما فيها ماريلاند، وبنسلفانيا، وديلاوير، ونيو جيرسي، ونيويورك، كانوا غير حاصلين بعد على حق التصويت من أجل الاستقلال. لذلك أُجل التصويت على البند الأول من قرار لي لمدة ثلاثة أسابيع بينما عمل مؤيدو الاستقلال على توفير الدعم للقرار من قبل حكومات المستعمرات. في الوقت نفسه، عُينت لجنة خمسة من أجل تحضير إعلان رسمي ليكون جاهزًا عندما تتم الموافقة على الاستقلال، الأمر الذي اعترف الجميع تقريبًا بأنه محتوم. أعدت اللجنة إعلان الاستقلال، الذي ساهم فيه توماس جفرسون بشكل أساسي، وقدمته إلى الكونغرس في 28 يونيو عام 1776.

## الموافقة والإعلان
وُضع الإعلان جانبًا بينما نوقش قرار الاستقلال لعدة أيام. تأجل التصويت على قسم الاستقلال من قرار لي حتى يوم الإثنين 1 يوليو، لحين مناقشته من قبل اللجنة الجامعة. بناء على طلب من ولاية كارولينا الجنوبية، لم يُبت بشأن القرار حتى اليوم التالي على أمل ضمان الإجماع. عند اختبار تصويت تجريبي، صوتت ولاية كارولينا الجنوبية وبنسلفانيا سلبًا، مع انقسام مندوبي ولاية ديلاوير إلى قسمين متعادلين. أُجري التصويت في 2 يوليو، وحدثت تغييرات حاسمة بين يومي الإثنين والثلاثاء. تمكن إدوارد راتليدج من إقناع مندوبي ساوث كارولينا بالتصويت بنعم، وأقنع اثنين من مندوبي بنسلفانيا بالتغيب، وأُرسل سيزر رودني ليلًا لكسر التعادل الذي حصل في ديلاوير، لذلك وافقت 12 مستعمرة من أصل 13 على قرار لي من أجل الاستقلال. كان مندوبو مستعمرة نيويورك لا يزالون محرومين من أوامر التصويت من أجل الاستقلال، لذلك امتنعوا عن التصويت، مع أن كونغرس نيويورك الإقليمي صوّت في 9 يوليو على «الانضمام إلى المستعمرات الأخرى في دعم» الاستقلال.